# 4331 Габбард
4331 Габбард (4331 Hubbard) — астероїд головного поясу, відкритий 18 квітня 1983 року.
Тіссеранів параметр щодо Юпітера — 3,610.